# Neznámý svůdce
Neznámý svůdce (v anglickém originále Perfect Stranger) je americký kriminální film z roku 2007. Režisérem filmu je James Foley. Hlavní role ve filmu ztvárnili Halle Berryová, Bruce Willis, Giovanni Ribisi, Florencia Lozano a Jason Antoon.

## Obsazení
| Halle Berryová     | Rowena Price  |
| Bruce Willis       | Harrison Hill |
| Giovanni Ribisi    | Miles Haley   |
| Florencia Lozano   | Karen Tejada  |
| Jason Antoon       | Don Anderson  |
| Patti D’Arbanville | Esmeralda     |
| Jane Bradbury      | Toni          |
| Jared Burke        | Keneth Phelps |
| Nicki Aycox        | Grace Clayton |